# Urząd Nordstormarn
Urząd Nordstormarn (niem. Amt Nordstormarn) – urząd w Niemczech w kraju związkowym Szlezwik-Holsztyn, w powiecie Stormarn. Siedziba urzędu znajduje się w mieście Reinfeld (Holstein).
W skład urzędu wchodzi 12 gmin:
1. Badendorf
2. Barnitz
3. Feldhorst
4. Hamberge
5. Heidekamp
6. Heilshoop
7. Klein Wesenberg
8. Mönkhagen
9. Rehhorst
10. Wesenberg
11. Westerau
12. Zarpen